# 阶级立场
阶级立场通常也简称“立场”，是一个文化大革命时期常用的名词。从马列主义、文革意识形态的阶级、阶级斗争学说出发，由于经济地位（拥有生产资料与否和在劳动组织、分配中所处位置）不同，社会人群被划分为阶级，这一事实影响、决定了人们认识、处理问题时的基本观点、政治立场和所抱的态度、阶级感情。这种学说认定，人们对自己所属的阶级的社会性质和政治立场具有理性的自觉意识：经济地位──阶级──阶级立场──政治态度──社会行为，是一条必然的线性因果链。它类似于政治立场或党性概念，主张“凡是敌人拥护的我们就要反对，凡是敌人反对的我们就要拥护”。

## 理论
作为带根本性的认识方法，世界都要通过它的透镜进入人们的视界，而政治（敌对双方你死我活的对峙、决战）就像一副过滤镜，给所有镜像滤去了色彩：要么全白要么全黑，连灰色的过渡都没有。它的过滤同时具有变形、整理的功能。在这样功能的作用下，具体、立体的世界蜕变成了一个抽象、扁平的图像。连事实也可以纳入党性要求处理的范围，划分为符合立场（革命）和不符合的两种，失去了超然的独立性，而成为应该根据需要（革命）捏弄的橡皮泥。[注]
“立场坚定斗志强”是对雷锋精神之某一侧面的描写，“XX的阶级立场到哪里去了”是对站错队的自己人的诘问，“这是XX的阶级立场决定的”则是对运动对象的斥责、批判乃至终审判决。阶级立场，作为对人们行为从现象到本质（敌我阵营的对峙、对垒）的解释模式，是理论（观念）联系实际、并向实际转化的中介。它是一种标准、一种逻辑工具，是观察、解释人们行为动机的根据。
作为标准，它把人们的行为政治化，或者不管人们的行为是在什么范围（连技术专业、私人生活都不例外）、具体涉及什么，总是首先把它纳入政治的框架，作为严厉的指控，成了残酷斗争、无情打击的借口、序曲；或者不问实际情况，不问是非曲直，总是固执一个出发点，“紧跟毛主席的革命路线”，简单采取与敌对面相反的做法。这是形而上学、泛政治化、并把政治道德化的认识模式，也可以说是一种政治过敏症、政治偏见。它的非理性特征，满足于非此即彼、简单化的二值判断，偏向情绪化的反应方式，容忍不讲事实根据和形式逻辑的臆断、武断，成为了文革中那么多以偏概全、无限上纲、捕风捉影、无中生有的冤假错案的认识论根源。
因此人性论、人道主义、人的尊严这些流传千年的超越阶级的道德、价值，就统统失效了。甚至被当成瓦解阶级、阶级斗争学说的最凶恶的敌人。于是，怜悯、同情心、爱，被宣判为伪善、虚假、居心险恶的观念形态，必须克服的资产阶级思想、没落意识形态的残余。
作为逻辑工具，它认定阶级立场具有先天性，可以通过生命的衍续来传递，并且无法改变，成分论的政策就包含了这样的假设，甚至还为违反人道的武斗提供了理由（先天的敌意无法改变，只有暴力用来惩戒、威慑）。它是滥用对抗性范畴的一种思想—行为模式，为文革中的社会歧视和普遍暴力，提供了合法性辩护。
[注]站在无产阶级立场运用唯物辩证法方法其实是对“马克思主义话语”的运用，因此认识就被纳入主义政治的轨道。由于以主义视野为唯一正确的观察事物的视野，从而取消了视界的多元性，导致思想方法认识方法上的专制主义。同时以主义视野所“见到”的现实为唯一本质的现实，从而取消了现实呈现的丰富性，导致现实的遮蔽。将主观话语构造的现实说成“存在”的现实，从而将主观的东西说成了客观的东西。